# Ponts de Gombrèn
Els Ponts de Gombrèn són els ponts del municipi de Gombrèn (Ripollès). Almenys dos dels ponts formen part de l'Inventari del Patrimoni Arquitectònic de Catalunya.

## Pont de la Foradada
El Pont de la Foradada és una obra popular construïda al segle xix i que està inventariada. És un pont d'un arc tot de pedra, plà i amb baranes. Molt ben conservat. Sobre la riera d'Agrefull o de Garfull, afluent per l'esquerra del riu Merdàs, afluent del riu Ter.

## Pont de Cortals
El Pont de Cortals és una obra popular inventariada. És un pont de dos arcs de pedra rectificats i eixamplats amb baranes de ferro. Sobre el Merdàs, afluent per la dreta del riu Freser.